# Carl Lacharité
Carl Lacharité, né à Drummondville en 1973, est un poète et pataphysicien québécois,,.

## Biographie
Carl Lacharité poursuit des études de lettres à l'Université du Québec à Trois-Rivières. Étant l'un des membres fondateurs de la station radiophonique CFOU, il travaille au Conseil de la culture et des communications de la Mauricie et du Centre-du-Québec.
Actif dans le milieu de la communication, de la planification stratégique ainsi que de la gestion d'événements, il travaille ensuite au Forum jeunesse du Centre-du-Québec ainsi qu'à la Conférence régionale des élus du Centre-du-Québec en tant que professionnel en développement régional,.
De plus, il assure l'intérim à la direction de la Fédération des télévisions communautaires autonomes du Québec. Il est aussi copropriétaire d'un bistro à Warwick qui s'appelle Avec vue sur mer, .
Carl Lacharité est également le cofondateur des Éditions Cobalt ainsi que du Festival de pataphysique ‘P,.
Reconnu nationalement et internationalement, Care Lacharité publie plusieurs titres dont À tout hasard (Éditions d'art Le Sabord, 2000) Vertiges quotidiens (Écrits des Forges, 2001) et L'illusion du mouvement (Écrits des Forges, 2003),,,.
Il participe à de nombreux événements artistiques au Québec, au Mexique, au Brésil, en France et en Belgique en plus de signer des textes dans plusieurs périodiques, collectifs et livres d'artistes,,,.
Récipiendaire du Prix Alphonse-Piché (1997), il reçoit également le Prix Félix-Leclerc (2001) ainsi que le Prix International Saint-Denys-Garneau (2005),,.

## Œuvres

### Poésie
- À tout hasard, en collaboration avec Pierre Labrie, Trois-Rivières, Éditions d'art Le Sabord, 2000, 13 feuilles. (ISBN 2-922685-05-5)
- Cabaret Russia, réalisation graphique, Pierre Labrie et Carl Lacharité, Cap-de-la-Madeleine, Éditions Cobalt, Trois-Rivières, Association Presse papier, 2001, n.p. (ISBN 2-922877-00-0 et 2-921635-34-8)
- Alger, Cap-de-la-Madeleine, Éditions Cobalt, 2001, n.p. (ISBN 2-922877-05-1)
- Vertiges quotidiens, Trois-Rivières, Écrits des Forges, 2001, 98 p. (ISBN 2-89046-618-3)
- L'illusion du mouvement, Trois-Rivières, Écrits des Forges, 2003, 67 p. (ISBN 2-89046-757-0)
- Les voix du vivant, Québec, Éditions Rhizome, 2018, 175 p. (ISBN 9782981310880)

## Prix et honneurs
- 1997 - Récipiendaire : Prix Alphonse-Piché (pour Vertiges quotidiens)[8]
- 2001 - Récipiendaire : Prix Félix-Leclerc de la poésie (pour Vertiges quotidiens)[7]
- 2002 - Finaliste : Prix Gérard-Godin (pour Vertiges quotidiens)
- 2004 - Finaliste : Prix Gérard-Godin (pour L'illusion du mouvement)
- 2005 - Récipiendaire : Prix International Saint-Denys-Garneau (pour S'en terrer)[15]